# فمدينغ
فمدينغ (بالألمانية: Wemding) هي بلدة ألمانية تقع في Donau-Ries في ألمانيا.

## أعلام
- لينهارت فوكس